# Mokèlé-mbèmbé
Mokèlé-mbèmbé je kriptid i mitološko stvorenje koje navodno obitava u Afričkom bazenu rijeke Kongo, odnosno točnije u jezeru Télé i susjednom području. Opis tog bića od strane afričkih domorodaca podsjeća na pretpovjesnog gmaza, odnosno dinosaura, a neki kriptozoolozi ga smatraju sauropodom.
Ovo stvorenje pod raznim imenima kod raznih autora spominje se od 1776., a izvor su mu priče raznih lokalnih plemena. Prvi o njemu piše misionar Abbé Lievain Bonaventure (1776.), kasnije Paul Gratz (1909.) pod imenom "Nsanga", koji ga locira u jezeru Bangweulu; kriptozoolog Ivan T. Sanderson (1932.) prema kojemu živi u rijeci Mainyu. Za Mokele-mbembeom u potrazi su kasnije kroz čitavo 20. stoljeće sve do današnjih dana, a posljednji puta spominje se 2012.